# Campionati africani di atletica leggera 2018 - Salto in lungo femminile
Il concorso del salto in lungo femminile ai campionati africani di atletica leggera di Asaba 2018 si è svolto il 3 agosto allo Stadio Stephen Keshi.

## Risultati
| Class   | Atleta              | Nazione        | #1    | #2    | #3    | #4    | #5   | #6   | Risultati | Note |
| ------- | ------------------- | -------------- | ----- | ----- | ----- | ----- | ---- | ---- | --------- | ---- |
| Oro     | Ese Brume           | Nigeria        | 6.50  | 6.74  | 6.46  | 6.83  | –    | 6.80 | 6.83      |      |
| Argento | Marthe Koala        | Burkina Faso   | 6.22  | 6.23  | x     | 6.54w | x    | 6.18 | 6.54w     |      |
| Bronzo  | Lynique Beneke      | Sudafrica      | 6.32  | x     | 6.38  | x     | x    | x    | 6.38      |      |
| 4       | Zinzi Chabangu      | Sudafrica      | x     | 6.14  | x     | x     | x    | 3.31 | 6.14      |      |
| 5       | Precious Okoronkwor | Nigeria        | 6.09  | 5.94  | 6.04  | 6.00w | 5.94 | x    | 6.09      |      |
| 6       | Sangone Kandji      | Senegal        | 5.89w | 6.01  | 5.91  | 5.91  | 6.06 | 5.98 | 6.06      |      |
| 7       | Priscilla Tabunda   | Kenya          | 5.98  | 6.00w | 5.92  | x     | x    | x    | 6.00w     |      |
| 8       | Eleonore Bailly     | Costa d'Avorio | 5.60  | 5.93  | x     | 5.80  | x    | 5.90 | 5.93      |      |
| 9       | Esraa Owis          | Egitto         | 5.54  | 5.86  | x     |       |      |      | 5.86      |      |
| 10      | Aryat Dibow         | Etiopia        | 5.36  | x     | 5.49  |       |      |      | 5.49      |      |
| 11      | Fatuma Lukundula    | RD del Congo   | 3.60  | 4.58  | 4.73w |       |      |      | 4.73w     |      |
| N.D.    | Lerato Sechele      | Lesotho        |       |       |       |       |      |      | dns       |      |